# Geometrischer Schritt
Der geometrische Schritt war ein Längenmaß und Maßorientierung war der französische Fuß oder Schuh. Dieser Pariser pied de roi oder auch Königsfuß wurde mit 32,48 Zentimeter gerechnet. 
- 1 geometrischer Schritt = 5 Fuß = 1,624 Meter

Der einfache oder gemeine Schritt war nur halb so lang und hatte
- 1 Schritt = 2 ½ Fuß